# Herma Szaboová
Herma Szaboová, někdy uváděna též jako Szabóová, Planková-Szaboová, Plancková-Szaboová, Jaroszová-Szaboová nebo Jarossová-Szaboová (22. února 1902, Vídeň – 7. května 1986, Admont) byla rakouská krasobruslařka, která závodila individuálně i v tanečních párech. Vyhrála individuální ženský závod na olympijských hrách v Chamonix roku 1924. Krom toho byla sedminásobnou mistryní světa, pět titulů získala individuálně, a to v řadě (1922–1926), dva jako součást tanečního páru s Ludwigem Wredem (1925, 1927). Patří tedy k elitní skupině čtyř krasobruslařek, které získaly pět individuálních titulů mistryň světa (spolu se Sonjou Henie, Carol Heissovou a Michelle Kwanovou).
Závodní kariéru ukončila roku 1927, po deziluzi, již prožila na mistrovství světa, kde byla odsunuta na druhé místo za Norku Hanie hlasy třech norských rozhodčí. Szaboová to označila za zaujaté rozhodnutí, po němž nevidí smysl dál sport provozovat. Tento skandál vedl Mezinárodní bruslařskou federaci k zavedení pravidla, podle nějž z jedné země může být v porotě rozhodčích jen jeden člověk.
Již její matka Christa von Szabó byla krasobruslařkou a dvojnásobnou medailistkou z mistrovství světa v soutěži párů. Také její strýc Eduard Engelmann ml. byl krasobruslař a trojnásobný mistr Evropy, stejně jako její sestřenice Helene Engelmannová, která získala zlato v párech na stejné olympiádě, na níž Szaboová zvítězila v individuálním závodě, tedy v Chamonix roku 1924. Spolu se Sonjou Henie byla Szaboová průkopnicí krátké sukně v ženském krasobruslení.